# Stalettì
Stalettì ist eine italienische Gemeinde mit 2384 Einwohnern (Stand 31. Dezember 2023) in der Provinz Catanzaro, Region Kalabrien.
Das Gebiet der Gemeinde liegt auf einer Höhe von 382 m über dem Meeresspiegel und umfasst eine Fläche von 11 km². Die Nachbargemeinden sind Montauro und Squillace. Die Ortsteile sind Caminia, Copanello, Pietragrande, Santa Maria del Mare und Torrazzo. Stalettì liegt 31 km südlich von Catanzaro und etwa 6 km vom Ionischen Meer entfernt.
Der Ort wurde bei dem Erdbeben 1783 zum größten Teil zerstört und danach wieder aufgebaut.